# Бангпутіс
Бангпутіс (лит. Bangpūtys, пруське Bangputtis) — литовський та прусський бог морських бур, штормів, вітру та хвиль.
Ім'я означає «той, що дме на хвилі». У XVIII столітті його вважали богом моря і порівнювали з Нептуном. Найчастіше зображували у вигляді великокрилого ангела. Щоб на морі не було штормів, йому, зазвичай, приносили в жертву солому.
Іноді називається іншим ім'ям Веядевіс (лит. Vėjadievis). Можливо, ідентичний Вейопатісу.
Дані про божество у 17 сторіччі збирав німецький історик М. Преторіус, він зазначив, що Бангпутіс є протиставленням вогню (Панікс, Поніке).
Записана легенда, як одного разу Бангпутіс розійшовся та підняв сильні хвилі, котрі топили рибальські човни. Тоді Нерінга, дебела зростом дочка володарки острова Карвайтіса (Karvaitis), взялася з фартуха сипати пісок в море. Де просипався пісок, постала коса. Вдячні люди назвали косу Нерінгою.